# Воздушный змей Крэкхарда
Воздушный змей Крэкхарда — простой граф c десятью вершинами. Граф назван именем Дэвида Крэкхарда, исследователя в области теории социальных сетей.
Крэкхард ввёл граф в 1990 году для описания отличий различных концепций центральности. Граф имеет свойство, что вершины с максимальной степенью (номер 3 на рисунке, имеет степень 6), вершина с максимальной степенью посредничества (номер 7) и две вершины с максимальной степенью близости (номера 5 и 6) все различны.